# 神尾茂

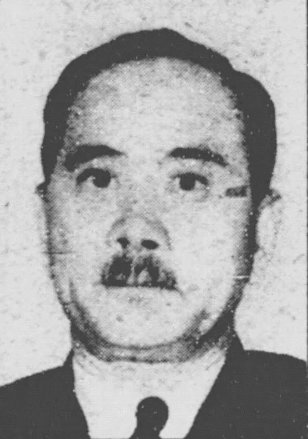
神尾茂

神尾 茂（かみお しげる、1883年（明治16年）7月29日 - 1946年（昭和21年）5月10日）は、日本の衆議院議員。ジャーナリスト。

## 経歴
福島県石川郡川東村（現在の須賀川市）出身。1906年（明治39年）に早稲田大学政治経済科を卒業し、1909年（明治42年）に東亜同文書院商務科を卒業した。大阪朝日新聞社南京通信員となり、上海特派員、北京特派員を歴任した。さらに大阪朝日新聞社の支那部長、東亜部長、編集局顧問、論説委員を務めた。また陸軍梅機関（影佐禎昭機関）に配属され、大使館嘱託も兼ねた。
1942年（昭和17年）、第21回衆議院議員総選挙に翼賛政治体制協議会の推薦を得て福島2区（当時）から出馬し、当選を果たした。戦後、推薦議員のため公職追放となり、追放直後の1946年（昭和21年）に死去した。
その他に大陸新報社顧問、大阪東方文化聯盟理事、大日本興亜同盟運動第三局第四部長を務めた。